# George Mitchell (Wasserballspieler)
George Frederick Mitchell (* 23. April 1901 in San Francisco; † 3. November 1988 in Alameda) war ein US-amerikanischer Wasserballspieler.

## Karriere
Mitchell nahm 1924 erstmals an Olympischen Spielen teil. In Paris erreichte er mit der US-amerikanischen Nationalmannschaft den dritten Rang und sicherte sich somit Bronze. Vier Jahre später folgte bei den Spielen in Amsterdam seine zweite olympische Teilnahme. Hier wurde er mit der Nationalmannschaft Fünfter.
Neben dem Sport studierte er an der University of California, Berkeley und schloss 1924 sein Studium in Maschinenbau ab. 1980 wurde er in die USA Water Polo Hall of Fame aufgenommen.